# Schloss Boigny
Das Schloss Boigny steht in Boigny-sur-Bionne im französischen Département Loiret in der Nähe von Orléans.

## Lazarus-Orden
Schloss Boigny wurde 1154 von König Ludwig VII. von Frankreich dem Militärischen und Hospitalischen Orden des Heiligen Lazarus von Jerusalem (Lazarus-Orden) mit der Anerkennung des königlichen Status übereignet. 
Nach der Niederlage von der letzten Kreuzfahrerbastion Akkon im Jahre 1291, bei deren Verteidigung fast alle Lazarus-Ritter getötet wurden, war der Orden gezwungen, das Heilige Land zu verlassen, und Boigny wurde der Sitz des Großmagisteriums bis zur Französischen Revolution. 1288 wurde der Ordensbesitz auf Schloss Boigny zu einer Baronie mit der niederen und höheren Gerichtsbarkeit erhoben.
Das Schloss Boigny befindet sich nach wie vor im Eigentum des Ordens. Seit 1967 ist Biogny Titularsitz des Lazarus-Ordens; seit 1970 ist dort ein St. Lazarus-medico-Sozialzentrum eingerichtet.
Koordinaten: 47° 55′ 29,5″ N, 2° 0′ 43″ O